# Броштеанка (Телеорман)
Броштеанка (рум. Broșteanca) насеље је у Румунији у округу Телеорман у општини Богдана. Oпштина се налази на надморској висини од 64 m.

## Становништво
Према подацима из 2002. године у насељу је живело 243 становника, од којих су сви румунске националности.